# 森岳温泉
森岳温泉（もりたけおんせん）は、秋田県山本郡三種町にある温泉である。泉質はナトリウム・カルシウム塩化物泉で、塩分が強いため「しょっぱい温泉」といわれる。数件の旅館と飲食店が連なり、「森岳温泉郷」として親しまれている。
昭和27年（1952年）、石油の採掘中に湧き出し、以来入浴施設のほか周囲にはゴルフ場やキャンプ場などのレジャー施設が整備されてきた。1977年（昭和52年）6月15日秋田魁新報社の新観光秋田三十景の12位に選出されている。 
かつては最大320人収容の「丸富ホテル」が最大規模の宿泊施設となっていたが、2012年（平成24年）以降は休業となった。かつてボウリング場「森岳ボウル」も営業していた。
2020年には観光客向けに無料開放されている「かっぱの足湯」が再整備された。